# 一個屋簷下
《一個屋簷下》（日語：ひとつ屋根の下，港譯同一屋簷下）是1993年4月12日至6月28日於富士電視台播出的電視劇，並於1997年4月14日至6月30日播出续集《一個屋簷下2》。香港無綫電視翡翠台分別於1995年7月9日至9月24日和1998年7月26日至10月11日每逢星期日晚上播映兩代的《同一屋簷下》，及後明珠台在翡翠台播畢全劇後緊接以日粵語及英文標題：「Below the Same Roof」雙語重播，並附有中文和英文字幕。
2014年中國大陸電視劇《团圆饭》改編該劇。

## 概要

### 同一屋檐下
為日本史上收視率最高的电视連續劇之一，产生了巨大的社会和文化影响，剧中的台词“那里还有没有爱？”、“兔子太寂寞会死的。”成为当时的流行语。

## 演員列表

### 柏木家
柏木達也
演员 - 江口洋介
香港配音 - 陳欣
柏木家的長子。曾是一名马拉松选手，因腿部受伤退役，原本计划辞职后结婚，經營一家洗衣店，由于收留了文也，以及他自私的性格，婚约被取消。虽然性格有一点急躁、冲动和爱开玩笑，但他性格热心，幼儿园老师的教诲成为了他人生的原则。
柏木雅也
演员 - 福山雅治
香港配音 - 郭志權
柏木家的次子，性格冷静沉稳。父母去世后，被父亲的朋友木内家收养，養父是富有私家醫院院長，尽管有一个亲生儿子，他仍被许诺继承医院。自小喜歡小雪，甚至在高中时向小雪求婚。
柏木小雪
演员 - 酒井法子
香港配音 - 鄭麗麗
柏木家的养女，性格温柔。高中一年级时被亲戚收养，在短大找工作期间，与离婚的养父母断绝关系，开始独立生活。毕业后，成为一家大公司的办公室小姐，并和上司发生不伦恋。但随着达也的出现，辞去了工作，搬回了柏木家，并在洗衣店帮忙。
柏木和也
演员 - 石田壹成
香港配音 - 黎偉明
柏木家的三子，和达也一样，性格直率且急躁。高中时中途辍学，曾进入感化院。自从开始在洗衣店帮忙后，开始努力认真的工作，改过自新。
柏木小梅
演员 - 大路惠美
香港配音 - 梁少霞
柏木家的次女。父母过世后，被亲戚高桥家收养，理解由佳里对自己冷漠的心情，虽然性格有些固执且阴郁，但在和达也他们一起生活之后，渐渐恢复了原本的开朗。虽然在学校成绩很好，但也有大胆的一面，为了升大学的资金，尝试在歌舞俱乐部兼职。梦想是成为一名外交官。
柏木文也
演员 - 山本耕史
香港配音 - 何國星
柏木家的幼子。父母过世后，被收留到长野县的母亲家当继承人，但当养父母的儿子出生后，开始感到被排斥时，后发生一场交通意外，导致双脚瘫痪，被送进疗养院。在疗养院从未说过一句话，被误认为患有自闭症，并且最初拒绝与兄弟姐妹说话。虽然性格害羞，但随着和兄弟姐妹们一起生活，逐渐变得开朗起来。性格冷静、聪明。自进入疗养院后，每天画画，并立志成为一名画家。虽然没有上学，但档案上显示他是一名初中三年级的学生。

### 中川家
中川惠
演员 - 安达祐实
香港配音 - 黄丽芳
小学生，京子的女儿，小雪同母异父的妹妹，但在不知道事实的情况下，与离家出走探望母亲的小雪起争执。
中川京子
演员 - 风吹纯
香港配音 - 卢素娟
小雪的亲生母亲，高中时生下小雪，但由于无法抚养她，所以被柏木家收留。后来结婚并在新潟经营着一家小餐馆，但遇到了财务困难，无意间出现在柏木家。
中川誠次
演员 - 加藤善博（同一屋檐下2）
香港配音 - 林國雄
京子的丈夫，小惠的父亲。对京子的过去感到震惊，并打了她，但隔天他说服小惠去救小雪。

### 其他角色
广濑幸夫
演员 - 山本圭
香港配音 - 陈永信
柏木兄弟已故父亲的朋友，也是柏木兄弟的监护人。虽然平时表现得随性，但在重要时刻他总能做出正确的决定。尽管已经收到了大学医院的邀请，但他不喜欢威权主义，并继续为信任他的病人经营诊所。对柏木兄弟的母亲有感情，但有被拒绝的过去。
木内裕藏
演员 - 清水纮治
香港配音 - 陈曙光
柏木兄弟已故父亲的朋友，也是他们母亲朋子的未婚夫，无法放下对她的感情，甚至收养了与她长相相似的雅也。富有私家医院院长，希望雅也继承私家医院。起初看起来是个吝啬鬼，由于思想上的差异，以及三角恋的结束失恋产生嫉妒心，甚至侮辱了朋友柏木兄弟的父亲，但他内心并不是个坏人，即使与雅也收养关系解除后，有时也会对达也等人表示理解和合作。
木内武
演员 - 日高哲也
木内家的次子，雅也义理上的弟弟。成绩不如雅也，因此受到父亲的冷遇，但在雅也回到柏木家时，向父亲表示自己计划考入横滨医科大学并成为一名医生，但被父亲说不适合经营医院。
熊泽慎二
演员 - 中丸新将
小梅事件犯人的律师。
大橋里枝子
演员 - 萩尾碧凜
达也委托的律师。讨论对小梅事件提起诉讼。

### 同一屋檐下

#### 舞台相关角色
日吉利奈
演员 - 内田有纪
香港配音 - 林元春
在雅也工作的医院住院的舞台剧演员。自尊心很强，言行似乎在戏弄周围的人，但逐渐被雅也所吸引。由于患有心脏病，不顾医生的劝阻，冒着生命危险上台表演，最终去世。
三船愛子
演员 - 中谷美紀
利奈的对手演员。

#### 达也相关角色
榊千鶴
演员 - 鈴木穗花
香港配音 - 黃麗芳
達也的前未婚妻。
榊隆雄
演员 - 川津祐介
千鶴的父親。
齐藤博幸
演员 - 寺脇康文
一家大型纺织品制造商的精英上班族。

#### 小雪相关角色
日下部哲雄
演员 - 辰巳琢郎
小雪的同事，人事部部长。虽然已婚，但从小雪还是短大生时起，就和其发生不伦恋，似乎为小雪入职的幕后黑手。即使在小雪离开公司后，仍继续向其施压，但在受到兄弟的威胁后结束了这段关系。

#### 和也相关角色
桑名詩織
演员 - 千葉麗子
香港配音 - 李秀儀
经常被艺人经纪公司看中的漂亮女高中生。
相馬良喜
演员 - 真野圭一
文京大学医学生，雅也的后辈。
社长
演员 - 河原佐武
和也工作工厂的老板。
刑事
演员 - 大杉涟
津山新一
演员 - 古川九一
和也过去的不良朋友。
小泽
演员 - 山本顔之介
和也的不良朋友及前辈。

#### 小梅相关角色
仓桥登志子
演员 - 村上里佳子
高橋由佳里
演员 - 神崎惠

#### 文也相关角色
松前留美子
演员 - 河合美智子
兵头五郎
演员 - 小木茂光
文也的绘画老师。曾在一所艺术大学担任讲师谋生，但决定教授致力想成为一名画家的文也。

### 同一屋檐下2

#### 柏木家相关角色
望月實希
演员 - 松隆子
香港配音 - 陸惠玲
早川真澄
演员 - 黑田勇树
香港配音 - 梁偉德

#### 其他角色
倉橋美保
演员 - 伊藤裕子
香港配音 - 沈小蘭
望月章吾
演员 - 森田剛（V6）
香港配音 - 陳卓智
早川百合江
演员 - 藤田弓子
香港配音 - 蔡惠萍
前園俊雄
演员 - 宇梶剛士
香港配音 - 招世亮
前川
演员 - 富士真奈美
香港配音 - 袁淑珍
川村泉
演员 - 渡邊由紀
香港配音 - 盧素娟
根本裕司
演员 - 堀真樹
香港配音 - 李錦綸
井上友史
演员 - 北村总一朗
香港配音 - 林保全
寺田奈美
演员 - 浅井江理名
香港配音 - 林元春
南雲俊平
演员 - 村田泰則
香港配音 - 蘇強文
南雲真理子
演员 - 山村美智子
香港配音 - 蔡惠萍
寺田良美
演员 - 中村久美
香港配音 - 林丹鳳
寺田繁
演员 - 山路和弘
香港配音 - 林保全
橋田篤
演员 - 山下徹大
吉川町子
演员 - 藤原紀香
香港配音 - 黃麗芳

## 播出日期

### 同一屋檐下
| 集數       | 標題（中文翻譯） | 標題（日文原文） | 播出日期      | 收視率 |
| ---------- | ---------------- | ---------------- | ------------- | ------ |
| 1          |                  |                  | 1993年4月12日 | 19.5%  |
| 2          |                  |                  | 1993年4月19日 | 20.6%  |
| 3          |                  |                  | 1993年4月26日 | 23.1%  |
| 4          |                  |                  | 1993年5月3日  | 22.0%  |
| 5          |                  |                  | 1993年5月10日 | 29.3%  |
| 6          |                  |                  | 1993年5月17日 | 26.8%  |
| 7          |                  |                  | 1993年5月24日 | 29.6%  |
| 8          |                  |                  | 1993年5月31日 | 26.5%  |
| 9          |                  |                  | 1993年6月7日  | 33.5%  |
| 10         |                  |                  | 1993年6月14日 | 33.2%  |
| 11         |                  |                  | 1993年6月21日 | 37.8%  |
| 大結局     |                  |                  | 1993年6月28日 | 35.9%  |
| 平均收視率 | 平均收視率       | 平均收視率       | 平均收視率    | 28.2%  |

### 同一屋檐下2
| 集數       | 標題（中文翻譯）                 | 標題（日文原文） | 播出日期      | 收視率 |
| ---------- | -------------------------------- | ---------------- | ------------- | ------ |
| 第1集      |                                  |                  | 1997年4月14日 | 26.3%  |
| 第2集      |                                  |                  | 1997年4月21日 | 23.0%  |
| 第3集      | 心靈貧窮的人                     |                  | 1997年4月28日 | 27.0%  |
| 第4集      | 腐敗的青春時代                   |                  | 1997年5月5日  | 26.3%  |
| 第5集      | 輪椅上的悲戀                     |                  | 1997年5月12日 | 24.4%  |
| 第6集      | 坐輪椅的弟弟                     |                  | 1997年5月19日 | 22.6%  |
| 第7集      | 心內的堤壩                       |                  | 1997年5月26日 | 23.8%  |
| 第8集      | 雅也，回來!                      |                  | 1997年6月2日  | 26.3%  |
| 第9集      | 二哥回國                         |                  | 1997年6月9日  | 28.3%  |
| 第10集     | 小雪的生命、雅也的愛、達也的叫喊 |                  | 1997年6月16日 | 30.0%  |
| 第11集     | 地球上的重要愛情 - 兄弟團結      |                  | 1997年6月23日 | 28.1%  |
| 大結局     | 柏木兄弟再見了 - 6月新娘         |                  | 1997年6月30日 | 34.1%  |
| 平均收視率 | 平均收視率                       | 平均收視率       | 平均收視率    | 26.4%  |

## 製作團隊
- 同一屋檐下
  - 編劇：野島伸司
  - 配樂：日向敏文
  - 導演：中江功、永山耕三
  - 主題曲：財津和夫《仙人掌之花》（サボテンの花〜ひとつ屋根の下より〜）
  - 插曲
    - TULIP《青春之影》（青春の影）
    - 財津和夫《ぼくがつくった愛のうた》
    - 財津和夫《夕陽を追いかけて》
    - 財津和夫《約束》

  - 製作人：大多亮
- 同一屋檐下2
  - 編劇：野島伸司
  - 配樂：日向敏文
  - 導演：永山耕三、武內英樹、高丸雅隆
  - 主题曲：TULIP《仙人掌之花》（サボテンの花）（香港版本：《親愛是疼》）
  - 插曲
    - TULIP《青春之影》（青春の影）
    - TULIP《ぼくがつくった愛のうた》
    - Le Couple《溫暖的詩句》（ひだまりの詩）
    - Le Couple《夕映え》

  - 製作人：杉尾敦弘